# كريم أباد (جلغة بهاباد)
کریم أباد (بالفارسية: کریم‌آباد) هي قرية تقع في إيران في قسم جلغة الريفي. يقدر عدد سكانها بـ 445 نسمة .